# Szerbia Ereje Mozgalom
A Szerbia Ereje Mozgalom (szerbül Покрет Снага Србије / Pokret Snaga Srbije) egy szerbiai politikai párt, amelyet Bogoljub Karić vezet. Ő egyébként a 2004-es szerbiai elnökválasztás harmadik helyezettje lett, Boris Tadić és Tomislav Nikolić mögött végezve, viszont megelőzte a kormánykoalíció jelöltjét.
A párt sem a 2007-es, sem a 2008-as szerbiai parlamenti választásokon nem szerzett mandátumot.

## Választási eredmények
| Választás | Szavazatok száma | Szavazatok aránya | Mandátumok száma | Mandátumok aránya | Parlamenti szerepe |
| --------- | ---------------- | ----------------- | ---------------- | ----------------- | ------------------ |
| 2007-es   | 70 727           | 1,75%             | 0                | 0%                | nem jutott be      |
| 2008-as   | 22 250           | 0,54%             | 0                | 0%                | nem jutott be      |
| 2012-es1  | 940 659          | 24,05%            | 1                | 0,4%              | kormánypárt        |
| 2014-es1  | 1 736 920        | 48,35%            | 2                | 0,8%              | kormánypárt        |
| 2016-os1  | 1 823 147        | 48,25%            | 2                | 0,8%              | kormánypárt        |
| 2020-as1  | 1 953 998        | 60,65%            | 3                | 1,2%              | kormánypárt        |
| 2022-es1  | 1 635 101        | 44,27%            | 3                | 1,2%              | kormánypárt        |

1 A Szerb Haladó Párt koalíciójának eredménye, melynek egyik ereje a Szerbiai Ereje Mozgalom

## Külső hivatkozások
- Szerbia Ereje Mozgalom